# 砂川文次
砂川 文次（すなかわ ぶんじ、1990年4月1日 - ）は、日本の小説家、元自衛官、地方公務員。大阪府吹田市生まれ。

## 経歴・人物
神奈川大学卒業。陸上自衛隊に入隊しAH-1Sの操縦士として勤務する。退職後は都内の区役所に就職した。
陸曹航空操縦学生であった2014年秋頃に書き上げた「市街戦」で、2016年に第121回文學界新人賞を受賞しデビュー。
2019年に「戦場のレビヤタン」で第160回芥川賞候補、2021年に「小隊」で第164回芥川賞候補になり、2022年に「ブラックボックス」で第166回芥川賞受賞。

## 単行本
- 『戦場のレビヤタン』（文藝春秋、2019年1月）
  - 戦場のレビヤタン（初出:『文學界』2018年12月号）
  - 市街戦（初出:『文學界』2016年5月号）
- 『臆病な都市』（講談社、2020年7月）
  - 初出:『群像』2020年4月号
- 『小隊』（文藝春秋、2021年2月 / 文春文庫、2022年5月）
  - 小隊（初出:『文學界』2020年9月号）
  - 戦場のレビヤタン（文庫版のみ、『戦場のレビヤタン』から再録）
  - 市街戦（文庫版のみ、『戦場のレビヤタン』から再録）
- 『ブラックボックス』（講談社、2022年1月 / 講談社文庫、2024年2月）
  - 初出:『群像』2021年8月号
- 『越境』（文藝春秋、2024年7月）
  - 初出:『文學界』2023年1月号 - 2024年3月号

## 単行本未収録

### 小説
- 「熊狩り」 - 『文學界』2016年11月号
- 「バベルの褒賞」 - 『文學界』2017年11月号
- 「乱気流」 - 『文學界』2019年7月号
- 「99のブループリント」 - 『文學界』2022年3月号
- 「決裁」 - 『新潮』2023年4月号
- 「オートマタ・シティ」 - 『群像』2024年5月号
- 「ブレイクダウン」 - 『小説現代』2025年7月号
- 「floating」 - 『文學界』2025年8月号

### エッセイ・書評ほか
- 「トカゲのしっぽ」 - 『群像』2019年3月号
- 「私はなぜ「感染症」小説を書いたのか。」[6] - 『本』2020年8月号
- 「〈90年代生まれが起こす文学の地殻変動〉アンケート」 - 『文藝』2020年冬季号
- 「羽田圭介『Phantom』を追う 待ちに待った終末」 - 『文學界』2021年9月号
- 「規則正しい生活」[7] - 『群像』2022年3月号
- 「ウクライナ義勇兵を考えた私」 - 『文藝春秋』2022年6月特別号
- 「妖怪でるけんでられんけん」 - 『新潮』2022年11月号
- 「幸福の門」 - 『すばる』2023年1月号
- 「読書日録」- 『すばる』2023年10月号 - 12月号
- 「加速する世界内戦」（松浦寿輝・沼野充義・田中純『徹底討議 二〇世紀の思想・文学・芸術』書評） - 『新潮』2024年7月号
- 「空っぽの正しさ」（羽田圭介『タブー・トラック』書評）[8] - 『群像』2024年11月号
- 「空っぽの神」（石田夏穂『ミスター・チームリーダー』書評） - 『新潮』2025年2月号
- 「身体を記す じ論」 - 『文學界』2025年2月号

### インタビュー・対談
- 「受賞者インタビュー「うるせえ、ゴン！」で解決」 - 『文藝春秋』2022年3月号
- 「芥川賞作家・砂川文次さんはもと陸自AH-1Sコブラのパイロット」 - 『航空ファン』2022年7月号
- 「超マニアック戦争論」（小泉悠との対談） - 小泉悠『ウクライナ戦争の200日』（文春新書、2022年9月）
  - 初出:『文藝春秋』2022年7月号[4]
- 「戦争のリアリティを求めて」（宮嶋茂樹との対談） - 『月刊WiLL』2022年10月号
- 「徹底討論 防衛費論争の急所」（高橋杉雄との対談） - 『文藝春秋』2023年2月号
- 「小説は経験で書くもの？」（鴻池留衣との対談） - 「imidas」2023年6月9日更新[9]
- 「インタビュー 芥川賞作家×メッセンジャー『ブラックボックス』対談」[10] - 『cycle』 summer 2023（2023年7月）

## メディアミックス
漫画
- 『小隊』（作画:柏葉比呂樹、文藝春秋、2025年3月）